# Вертумн

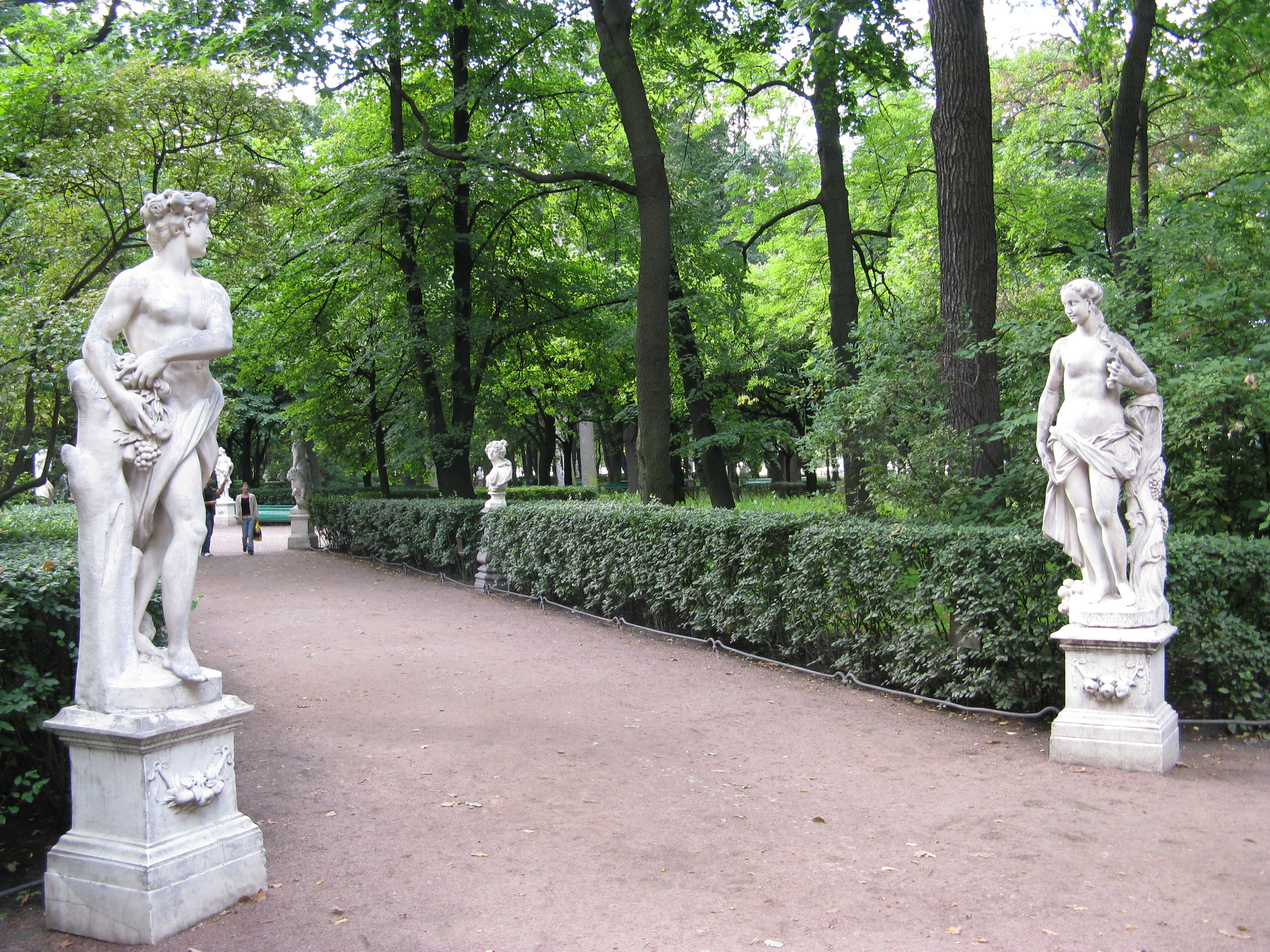
Вертумн и Помона. Статуи Франческо Пензо в петербургском Летнем саду

Верту́мн (лат. Vertumnus, от лат. vertere, превращать) — древнеиталийский бог времён года и их различных даров, поэтому он изображался преимущественно в виде садовника с садовым ножом и плодами. Ему ежегодно приносились жертвы 13 августа (вертумналии). Позднейшая римская мифология сделала из него этрусского бога; но, как показывает этимология этого имени, Вертумн был настоящим латинским и в то же время общеиталийским богом, родственным Церере и Помоне, богиням хлебных растений и фруктов.